# Guajak-Test
Der Guajakbasierte Stuhlbluttest (auch als Guaiac-based fecal occult blood testing oder FOBT bezeichnet), kurz Guajak-Test (modifizierte Methode nach Greegor; Produktnamen sind z. B. Haemoccult, HEMDETECT, hemo CARE oder hemo FEC) dient zum biochemischen Nachweis von mit bloßem Auge (makroskopisch) nicht sichtbarem (okkultem) Blut im Stuhl. Dieses kann bei einem kolorektalen Karzinom auftreten. Der Test dient daher dem Screening dieser Erkrankung.

## Testprinzip und Durchführung
Jeweils zwei kleine Stuhlproben von drei aufeinanderfolgenden Stuhlgängen werden auf mit Guajakharz imprägnierte Filterpapiere gestrichen und anschließend mit Wasserstoffperoxid-Lösung betropft. Bei Anwesenheit von Blut im Stuhl kommt es zur Blaufärbung des Teststreifens aufgrund der Pseudoperoxidasewirkung des Häm-Restes im Hämoglobin: Mit Hilfe der Peroxidase oxidiert das Wasserstoffperoxid Guajakonsäure im Guajakharz zu Guajakblau. Der Test gilt als positiv, wenn mindestens eines der Testfelder nach Entwicklung eine Blaufärbung zeigt.

## Bewertung und Alternativen
Die Empfindlichkeit (Sensitivität) des Testes für Kolonkarzinome beträgt nur etwa 20 bis 40 % und ist für Adenome als Vorstufe noch geringer. Trotzdem lassen sich durch wiederholte Tests in regelmäßigen Abständen 90 % der Tumoren entdecken und die Sterblichkeitsrate an Darmkrebs (kolorektales Karzinom) um etwa 20 % senken. Einem positiven Test folgt eine Darmspiegelung (Koloskopie) zur Abklärung.
Falsch-positive Ergebnisse können durch Verzehr von rohem Fleisch (Myoglobin), Blutwurst oder Peroxidase-haltigem Gemüse (z. B. Rettich, Broccoli), durch Mikroblutungen im oberen Gastrointestinaltrakt unter Einnahme von ASS oder anderen NSAR, sowie durch Zahnfleisch-, Nasen-, Hämorrhoidalblutungen auftreten.
Falsch-negative Ergebnisse können durch orale Gabe von Vitamin C (Ascorbinsäure) oder dem Verzehr von Vitamin-C-reichem Obst verursacht werden.
Die Einnahme von Eisenpräparaten hat bei den heutigen Tests keinen Einfluss auf das Ergebnis. Die hierdurch bedingte Schwarzfärbung des Stuhls kann allerdings eine gastrointestinale Blutung (im Sinne von Teerstuhl) vortäuschen.
Alternative Verfahren sind der Haematoporphyrin-Test und immunochemische Tests, die Sensitivitäten von 60 bis 90 % aufweisen und recht spezifisch sind. Goldstandard der Tumordiagnostik des Darms ist die Koloskopie, bei der über 95 % der Tumoren entdeckt werden. Da diese Verfahren teurer und teilweise invasiver und aufwändiger (Koloskopie) sind, spielen die Stuhltests nach dem Guajak-Prinzip nach wie vor eine wichtige Rolle bei der Darmkrebsfrüherkennung.
Der Gemeinsame Bundesausschuss (G-BA) hat im April 2016 beschlossen, dass bei der Früherkennung von Darmkrebs zukünftig neue Testverfahren anzuwenden sind. Quantitative immunologische Tests zum Nachweis von nicht sichtbarem Blut im Stuhl (iFOBT) lösen den derzeit verwendeten Guajak-basierten Test (gFOBT) ab. Der iFOBT soll mit einer 5 % höheren Wahrscheinlichkeit eine Erkrankung aufdecken.